# 阚疃镇
阚疃镇，是中华人民共和国安徽省亳州市利辛县下辖的一个乡镇级行政单位。

## 行政区划
阚疃镇下辖以下地区：
解放社区、民主社区、平等社区、公路社区、镇西社区、镇东社区、张湾村、代圩新村、大桥村、程杨村、刘圩村、袁新村、新桥村、安绠村、八里村、宋圩村、郑港村、红旗村、茆庙村、汪湖村、谷圩村和新河村。